# Praveen Chithravel
Praveen Chithravel, né le 5 juin 2001 dans le Tamil Nadu, est un athlète indien spécialiste du triple saut.

## Biographie
En juin 2022 à Madras, il dépasse pour la première fois de sa carrière les 17 mètres en réalisant 17,18 m. Il se classe quatrième des Jeux du Commonwealth avec 16,89 m.
Il remporte la médaille d'argent du triple saut lors des championnats d'Asie en salle 2023 à Astana, devancé par le Chinois Fang Yaoqing. Moins de trois semaines plus tard, le 2 mars 2023 à Bellary, il atteint la marque de 17,17 m en plein air (+ 1,2 m/s). Le 6 mai, il saute à 17,37 m à La Havane, ce qui bat le record d'Inde détenu par Renjith Maheswary depuis 2016. Qualifié aux championnats du monde, il est éliminé en qualifications. En fin de saison il obtient la médaille de bronze aux Jeux asiatiques.

## Palmarès
| Date | Compétition                    | Lieu         | Résultat | Marque            |
| ---- | ------------------------------ | ------------ | -------- | ----------------- |
| 2018 | Jeux olympiques de la jeunesse | Buenos Aires | 3e       | 15,84 m + 15,68 m |
| 2022 | Jeux du Commonwealth           | Birmingham   | 4e       | 16,89 m           |
| 2023 | Championnats d'Asie en salle   | Astana       | 2e       | 16,98 m           |
| 2023 | Jeux asiatiques                | Hangzhou     | 3e       | 16,68 m           |

## Records
| Épreuve     | Épreuve      | Performance | Lieu      | Date            |
| ----------- | ------------ | ----------- | --------- | --------------- |
| Triple saut | En plein air | 17,37 m     | La Havane | 6 mai 2023      |
| Triple saut | En salle     | 16,98 m     | Astana    | 10 février 2023 |